# Allan Kaprow
Allan Kaprow (ur. 23 sierpnia 1927 w Atlantic City, zm. 5 kwietnia 2006 w Encinitas) – amerykański malarz, twórca i teoretyk happeningu.

## Życiorys
Jego wczesne obrazy i asamblaże z lat 50. wiązały się z nurtem ekspresjonizmu abstrakcyjnego. Po nawiązaniu współpracy z Johnem Cage`em w 1958 roku tworzył pierwsze w Stanach Zjednoczonych environments. Najbardziej znany jest jako twórca happeningów, w których publiczność współuczestniczyła w tworzeniu dzieła. W 1967 opublikował pracę teoretyczną pt. „Assemblage, Environments and Happenings”.